# 1923 au théâtre
| Années du théâtre : 1920 - 1921 - 1922 - 1923 - 1924 - 1925 - 1926    |
| Décennies du théâtre : 1890 - 1900 - 1910 - 1920 - 1930 - 1940 - 1950 |

Cet article présente les faits marquants de l'année 1923 au théâtre.

## Pièces de théâtre représentées
- 4 janvier : Un sujet de roman de Sacha Guitry, Théâtre Édouard VII
- 22 décembre : Ma cousine de Varsovie de Louis Verneuil, avec Elvire Popesco, Théâtre Michel
- L'Accroche-cœur de Sacha Guitry, Théâtre de l'Étoile
- Le Lion et la poule de Sacha Guitry, Théâtre Édouard VII

## Naissances
- 11 janvier : Jacqueline Maillan, comédienne française.
- 19 avril : Jeannine Worms, dramaturge française.
- 6 juin : Silvia Monfort, comédienne et directrice de théâtre française.
- 18 juillet : Maria Pacôme, comédienne française.
- 24 août : Pierre Barillet, auteur de théâtre et romancier français.
- 8 septembre : François Chaumette, comédien français.
- 31 octobre : Maurice Chevit, acteur et dramaturge français.
- 22 novembre : Rosy Varte, comédienne française.

## Décès
- 26 mars : Sarah Bernhardt, comédienne française (° 22 ou 23 octobre 1844).
- 8 novembre : Alfhild Agrell, dramaturge suédoise (° 14 janvier 1849).